# Ейвондейл (Аризона)
Ейвондейл (англ. Avondale) — місто (англ. city) в США, в окрузі Марікопа штату Аризона. Населення — 89 334 особи (2020).

## Географія
Ейвондейл розташований за координатами 33°18′47″ пн. ш. 112°19′45″ зх. д. / 33.31306° пн. ш. 112.32917° зх. д. (33.313041, -112.329077). За даними Бюро перепису населення США в 2010 році місто мало площу 118,24 км², з яких 118,10 км² — суходіл та 0,14 км² — водойми.

### Клімат
| Клімат : Ейвондейл           | Клімат : Ейвондейл | Клімат : Ейвондейл | Клімат : Ейвондейл | Клімат : Ейвондейл | Клімат : Ейвондейл | Клімат : Ейвондейл | Клімат : Ейвондейл | Клімат : Ейвондейл | Клімат : Ейвондейл | Клімат : Ейвондейл | Клімат : Ейвондейл | Клімат : Ейвондейл | Клімат : Ейвондейл |
| Показник                     | Січ.               | Лют.               | Бер.               | Квіт.              | Трав.              | Черв.              | Лип.               | Серп.              | Вер.               | Жовт.              | Лист.              | Груд.              | Рік                |
| Абсолютний максимум, °C      | 31,7               | 33,9               | 37,8               | 40,6               | 46,1               | 51,7               | 51,7               | 48,9               | 46,7               | 42,8               | 36,7               | 31,7               | 51,7               |
| Середній максимум, °C        | 18,3               | 21,1               | 24,4               | 29,4               | 34,4               | 39,4               | 40,6               | 39,4               | 36,7               | 30,6               | 23,3               | 17,8               | 29,7               |
| Середній мінімум, °C         | 5,6                | 7,2                | 10,0               | 13,3               | 17,8               | 22,2               | 26,1               | 26,1               | 22,2               | 15,0               | 8,9                | 5,0                | 15,0               |
| Абсолютний мінімум, °C       | −8,9               | −5,6               | −5,6               | −2,8               | 2,2                | 9,4                | 13,9               | 10,0               | 6,7                | −0,6               | −5,6               | −6,7               | −8,9               |
| Норма опадів, мм             | 25                 | 33                 | 25                 | 9                  | 3                  | 1                  | 21                 | 31                 | 24                 | 12                 | 17                 | 25                 | 227                |
| ---------------------------- | ------------------ | ------------------ | ------------------ | ------------------ | ------------------ | ------------------ | ------------------ | ------------------ | ------------------ | ------------------ | ------------------ | ------------------ | ------------------ |
| Джерело: The Weather Channel |                    |                    |                    |                    |                    |                    |                    |                    |                    |                    |                    |                    |                    |

## Демографія
Згідно з переписом 2010 року, у місті мешкало 76 238 осіб у 23 386 домогосподарствах у складі 18 036 родин. Густота населення становила 645 осіб/км². Було 27001 помешкання (228/км²).
Расовий склад населення:
| - 58,1 % — білих - 9,3 % — чорних або афроамериканців - 3,5 % — азіатів - 1,7 % — корінних американців - 0,4 % — вихідців з тихоокеанських островів - 22,6 % — осіб інших рас |

До двох чи більше рас належало 4,5 %. Частка іспаномовних становила 50,3 % від усіх жителів.
За віковим діапазоном населення розподілялося таким чином: 32,6 % — особи молодші 18 років, 61,9 % — особи у віці 18—64 років, 5,5 % — особи у віці 65 років та старші. Медіана віку мешканця становила 28,6 року. На 100 осіб жіночої статі у місті припадало 98,6 чоловіків; на 100 жінок у віці від 18 років та старших — 95,9 чоловіків також старших 18 років.
Середній дохід на одне домашнє господарство становив 64 268 доларів США (медіана — 55 100), а середній дохід на одну сім'ю — 68 339 доларів (медіана — 59 831). Медіана доходів становила 38 354 долари для чоловіків та 35 548 доларів для жінок. За межею бідності перебувало 18,6 % осіб, у тому числі 26,3 % дітей у віці до 18 років та 11,2 % осіб у віці 65 років та старших.
Цивільне працевлаштоване населення становило 35 745 осіб. Основні галузі зайнятості: освіта, охорона здоров'я та соціальна допомога — 21,1 %, роздрібна торгівля — 15,8 %, науковці, спеціалісти, менеджери — 10,1 %, публічна адміністрація — 7,8 %.